# Preston (Georgia)
Preston es un pueblo ubicado en el condado de Webster en el estado estadounidense de Georgia. En el censo de 2000, su población era de 453.

## Demografía
En el 2000 la renta per cápita promedia del hogar era de $29,750, y el ingreso promedio para una familia era de $37,083. El ingreso per cápita para la localidad era de $14,779. Los hombres tenían un ingreso per cápita de $25,313 contra $19,464 para las mujeres.

## Geografía
Preston se encuentra ubicado en las coordenadas 32°3′39″N 84°32′18″O / 32.06083, -84.53833 (32.060789, -84.538287).
Según la Oficina del Censo, la localidad tiene un área total de 11,7 km² (4,5 mi²), de la cual 11,7 km² (4,5 mi²) es tierra y 0 km² (0 mi²) (0.00%) es agua.